# Bomba Aasen
A Bomba Aasen (Granata con manico e paracadute tipo Aasen A2) foi uma bomba aérea do início da Primeira Guerra Mundial, projetada a partir de uma granada de mão com alça e paraquedas. Ela era lançada sobre o alvo a partir de aeronaves militares italianas. Aasen foi nomeada a partir de Nils Waltersen Aasen, um inventor norueguês de armas que desenvolveu uma ampla gama de protótipos que mais tarde iriam levar a moderna granada de mão para o uso militar.